# 少女迷路でつかまえて
「少女迷路でつかまえて」（しょうじょめいろでつかまえて）は、美郷あきの6作目のシングル。2006年4月26日にLantisから発売された。

## 解説
前作『明日をとめないで』から2ヵ月半ぶりのリリースとなる2006年2作目のシングル。表題曲「少女迷路でつかまえて」は、テレビアニメ『Strawberry Panic』の前期オープニングテーマとして使用された。

## 収録曲
1. 少女迷路でつかまえて [4:05] 
作詞：畑亜貴、作曲・編曲：齋藤真也
2. before [4:23] 
作詞：meg rock、作曲・編曲：加藤大祐
3. 少女迷路でつかまえて (off vocal)
4. before (off vocal)